# Iouri Loutsenko
Iouri Vitaliyovytch Loutsenko (en ukrainien : Юрій Віталійович Луценко), né le 14 décembre 1964 à Rivne, est un homme politique ukrainien. Il a été ministre de l'Intérieur dans les gouvernements de Ioulia Tymochenko, Iouriï Iekhanourov et Viktor Ianoukovytch.

## Biographie

### Famille et formation
Le père de Iouri est Vitaliy Ivanovytch Loutsenko (15 mars 1937 - 4 juin 1999), élu comme député d'Ukraine en 1994 et 1998, secrétaire du Comité central du Parti communiste d'Ukraine ; sa mère est Vira Mikhaïlivna (née en 1936), vétérinaire.
Il est diplômé de l'université nationale polytechnique de Lviv et physicien de formation. Marié, son épouse s'appelle Irina.

### Carrière politique

#### De l'opposition à Koutchma au ministère de l'Intérieur
Iouri Loutsenko a gagné sa réputation aux yeux du public en tant qu'un des chefs du mouvement L'Ukraine sans Koutchma, qui a suivi l'assassinat de Gueorgui Gongadzé et le « scandale des cassettes » à la fin de l'année 2000. Il est également l'un des visages de la « Révolution orange », qui permet l'annulation de Viktor Ianoukovytch à la présidence de la République, après le scrutin truqué de 2004. Proche de Ioulia Tymochenko, il devient par la suite député puis ministre, au sein du gouvernement de cette dernière. Il n'est toutefois pas membre du Bloc Ioulia Tymochenko mais du Parti socialiste d'Ukraine (SPU).
Alors ministre de l'Intérieur, Iouri Loutsenko refuse de se présenter aux élections législatives de 2006 sur sa liste de son parti, le PS. Cependant, il est candidat pour siéger au conseil municipal de Kiev et au conseil de l'oblast de Rivne sur les listes du PS. Après avoir gagné ces sièges, Loutsenko en démissionne afin de rester ministre, car la Constitution interdit d'occuper à la fois des responsabilités dans les branches législative et exécutive du pouvoir.

#### Opposant à la présidence Ianoukovitch
Lors de l'élection présidentielle de 2010, Ioulia Tymochenko affronte Viktor Ianoukovytch. Ce-dernier l'emporte et « prend sa revanche » sur 2004, « muselant ses opposants les plus redoutables : Loutsenko d'abord, puis, huit mois plus tard, Ioulia Tymochenko ».
Il est condamné, le 27 février 2012, à quatre ans de prison pour détournement de biens et abus de pouvoir, puis, le 17 août suivant, à deux ans de travaux d'intérêt général pour avoir illégalement prolongé une enquête sur un suspect lorsqu'il dirigeait l'enquête sur l'empoisonnement de Viktor Iouchtchenko. Il passe deux ans et demi en prison, à Kiev puis dans une colonie pénitentiaire. Accusé, notamment par l'Union européenne et les États-Unis, d'organiser des procès politiques contre les dirigeants de l'opposition, le président Viktor Ianoukovytch finit par gracier Iouri Loutsenko en avril 2013 ; la justice lui interdit toutefois de briguer un poste politique ou administratif pour les trente prochaines années,.
Sa libération intervient dans un contexte de tension entre l'Ukraine et l'Union européenne, celle-ci ayant depuis 2011 subordonné la signature d'un accord de libre-échange à plusieurs conditions : la fin des poursuites judiciaires contre les opposants de Ianoukovytch, le respect de l'État de droit et l'indépendance de la justice. Si Loutsenko est le premier homme politique d'envergure finalement libéré, la détention de Tymochenko reste alors le sujet le plus sensible, l'ancien ministre de l'Intérieur continuant à militer en ce sens. Début septembre 2013, il interpelle ainsi le président Ianoukovytch lors d'un forum à Yalta : « Vous qui avez été deux fois condamné (NDLR : pour délinquance lorsqu'il était jeune), je vous demande de prendre un stylo et de signer la grâce ».

#### Euromaïdan et présidence de Petro Porochenko
En 2014, après avoir participé au mouvement Euromaidan, au cours duquel il est blessé par la police, il devient conseiller du nouveau président Petro Porochenko et chef du Bloc Petro Porochenko (BPP). Le 28 août 2015, Vitali Klitschko lui succède à la tête du parti.
En mai 2016, il est nommé procureur général, poste qu'il conserve jusqu'en 2019.
Lors de l'invasion de l'Ukraine par la Russie Iouri Loutsenko rejoint le front sud et est à l'origine d'une formation militaire au sein du bataillon Porochenko, de l'ex-président ukrainien et principal opposant du président Volodymyr Zelensky,.